# Rõuge
Rõuge è un comune rurale dell'Estonia meridionale, nella contea di Võrumaa. Il centro amministrativo è l'omonimo borgo (in estone alevik).
Il villaggio è situato sull'orlo della Ööbikuorg (Valle degli Usignoli), una valle con pendii nota per gli usignoli che qui si radunano dando vita a meravigliosi gorgheggi; 10 km a ovest della collina Suur Munamägi.
Questa è una delle zone naturali più pittoresche dell'Estonia. Nel villaggio si trovano sette piccoli laghetti tra cui il Suurjärv, che si trova nel centro del borgo, è il più profondo di tutta l'Estonia (38 m), che si dice abbia proprietà curative. La campagna circostante è piena di fragole fresche gustose da assaporare.

## Storia
La Linnamägi (Collina del Castello) di Rõuge, vicina al lago Linnjärv, è stata un'importante roccaforte della storia estone dall'VIII all'XI secolo. Nel XIII secolo abitò qui Rougetaja, un dottore taumaturgo a cui ricorrevano i malati provenienti anche da molto lontano. La chiesa del paese, molto semplice, risale al 1730.
Di fronte a Santa Maria, la bella chiesa del paese di periodo settecentesco, sorge un monumento in onore dei caduti locali della Guerra di indipendenza estone del 1918-1920.
Durante l'occupazione sovietica il memoriale, per non essere distrutto dall'armata rossa, fu sotterrato e nascosto nel cortile posteriore della casa di un abitante del posto.
Solo con il restauro dell'indipendenza estone nel 1991, il monumento fu riesumato e riportato nella sua posizione originale.

## Località
Oltre al capoluogo il comune comprende 108 località (in estone küla). Si tratta del comune estone con il maggior numero di località.
Aabra, Ahitsa, Augli, Haabsilla, Haki, Hallimäe, Handimiku, Hansi, Hapsu, Heedu, Heibri, Hinu, Horsa, Hotõmäe, Hurda, Härämäe, Jaanipeebu, Jugu, Järvekülä, Järvepalu, Kadõni, Kahru, Kaku, Kaluka, Karaski, Karba, Kaugu, Kavõldi, Kellämäe, Kiidi, Kogrõ, Kokõ, Kokõjüri, Kokõmäe, Kolga, Kuklasõ, Kurgjärve, Kurvitsa, Kuuda, Kähri, Kängsepä, Laossaarõ, Lauri, Liivakupalu, Listaku, Lutika, Lükkä, Matsi, Mikita, Muduri, Muhkamõtsa, Muna, Murdõmäe, Mustahamba, Mõõlu, Märdi, Möldri, Nilbõ, Nogu, Nursi, Ortumäe, Paaburissa, Paeboja, Petrakuudi, Pugõstu, Pulli, Põdra, Põru, Pärlijõe, Püssä, Rasva, Raudsepä, Rebäse, Rebäsemõisa, Riitsilla, Ristemäe, Roobi, Ruuksu, Saarlasõ, Sadramõtsa, Saki, Sandisuu, Savioru, Sika, Sikalaanõ, Simmuli, Soekõrdsi, Soemõisa, Soomõoru, Suurõ-Ruuga, Sänna (Sännä), Tallima, Taudsa, Tialasõ, Tiidu, Tilgu, Tindi, Toodsi, Tsirgupalu, Tsutsu, Tüütsi, Udsali, Utessuu, Vadsa, Vanamõisa, Viitina, Viliksaarõ e Väiku-Ruuga.

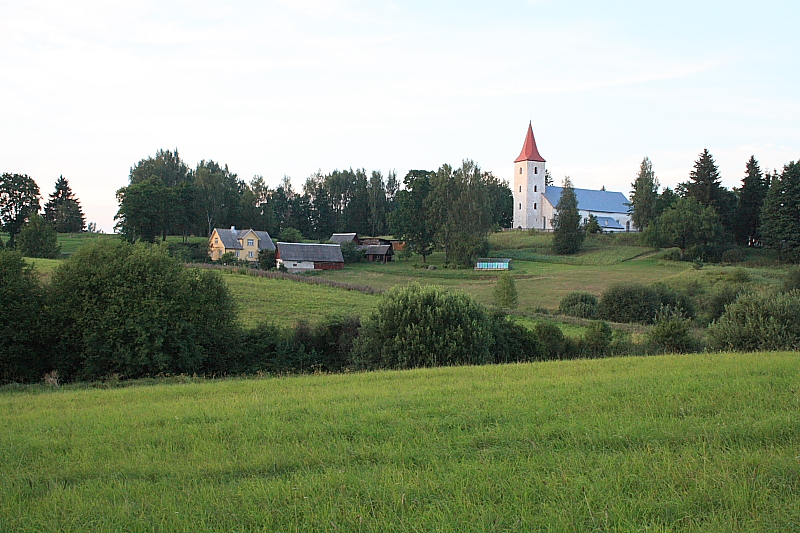
Rõuge
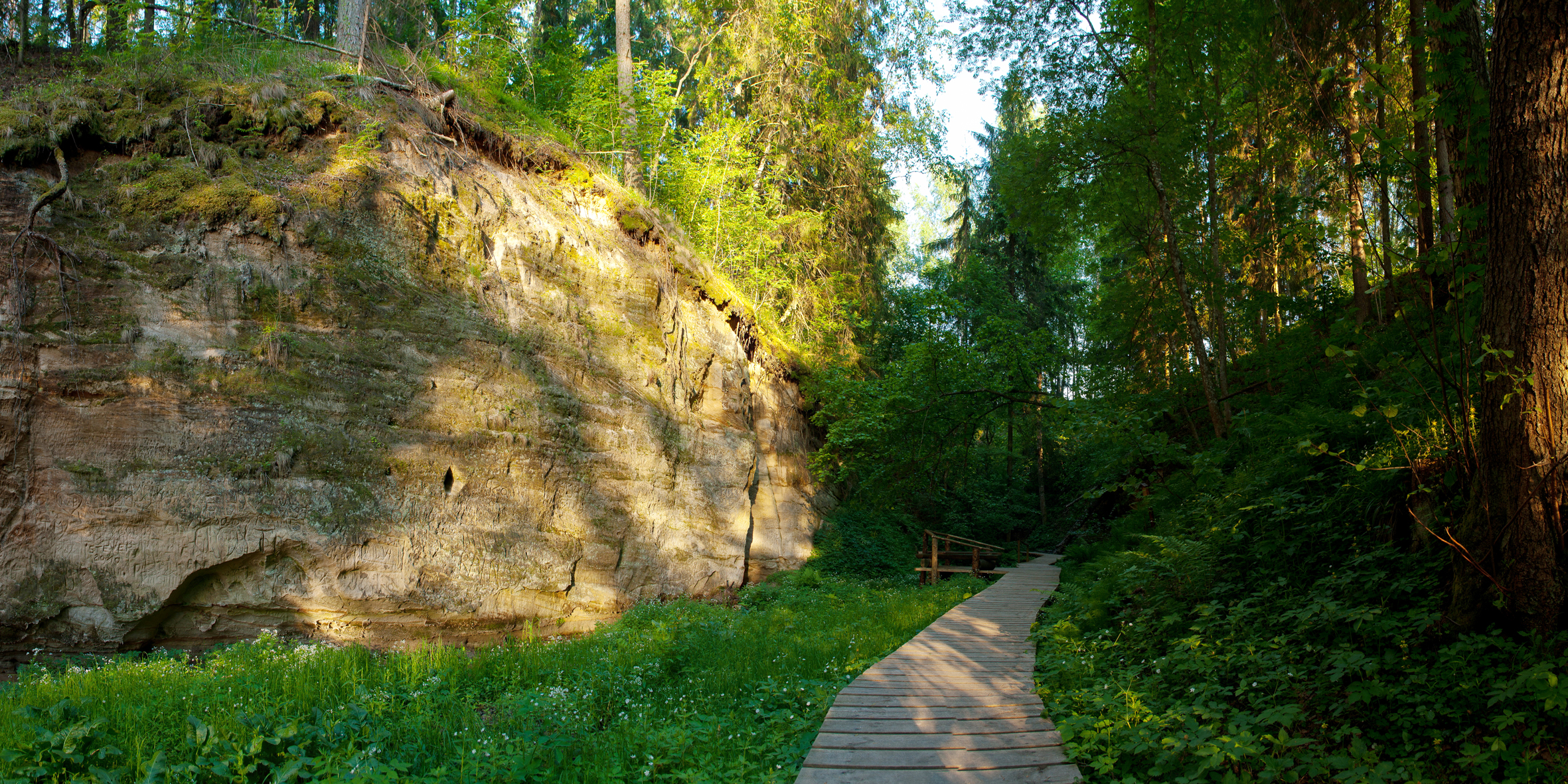
Hinni
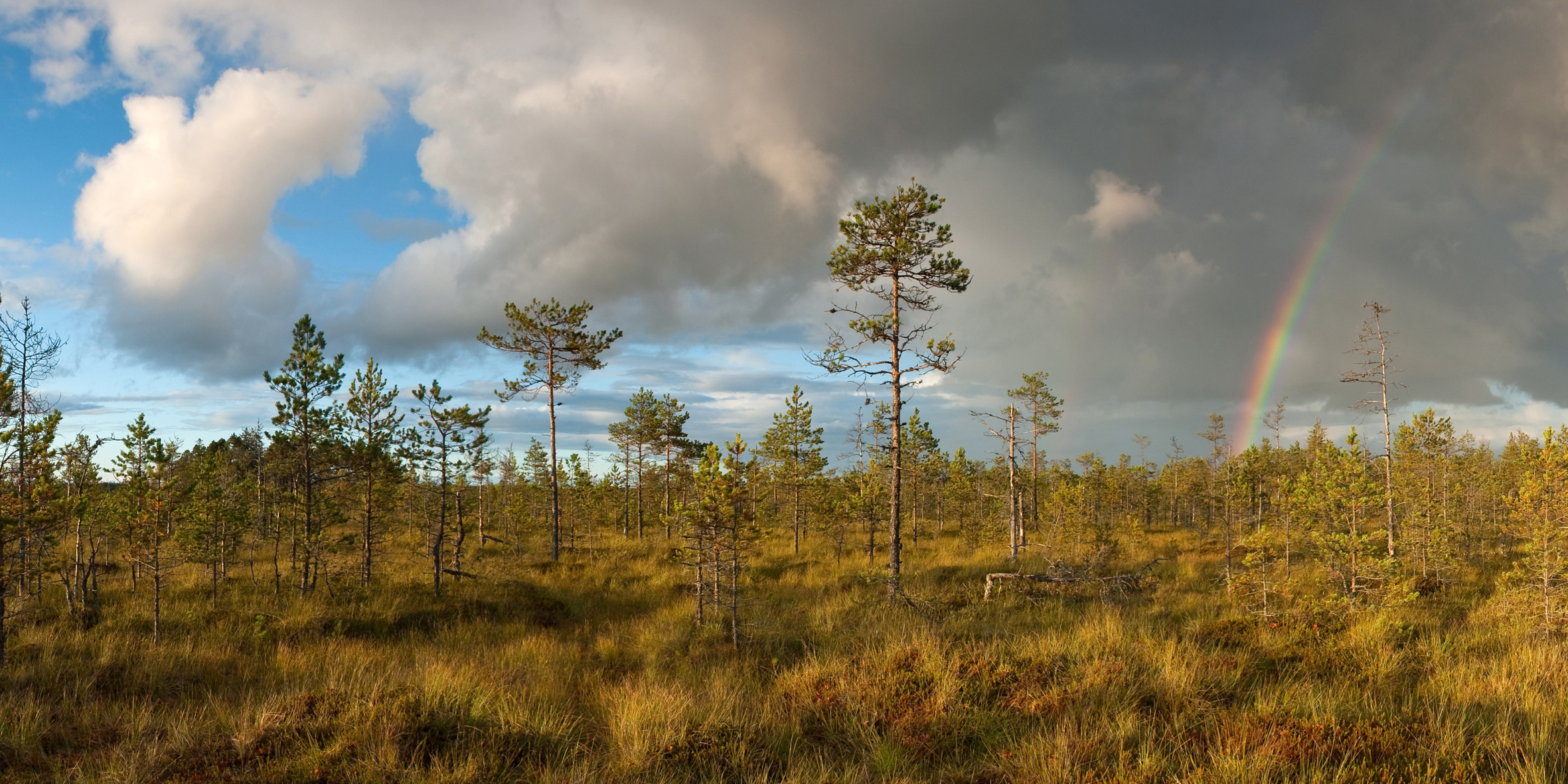
Luhasoo
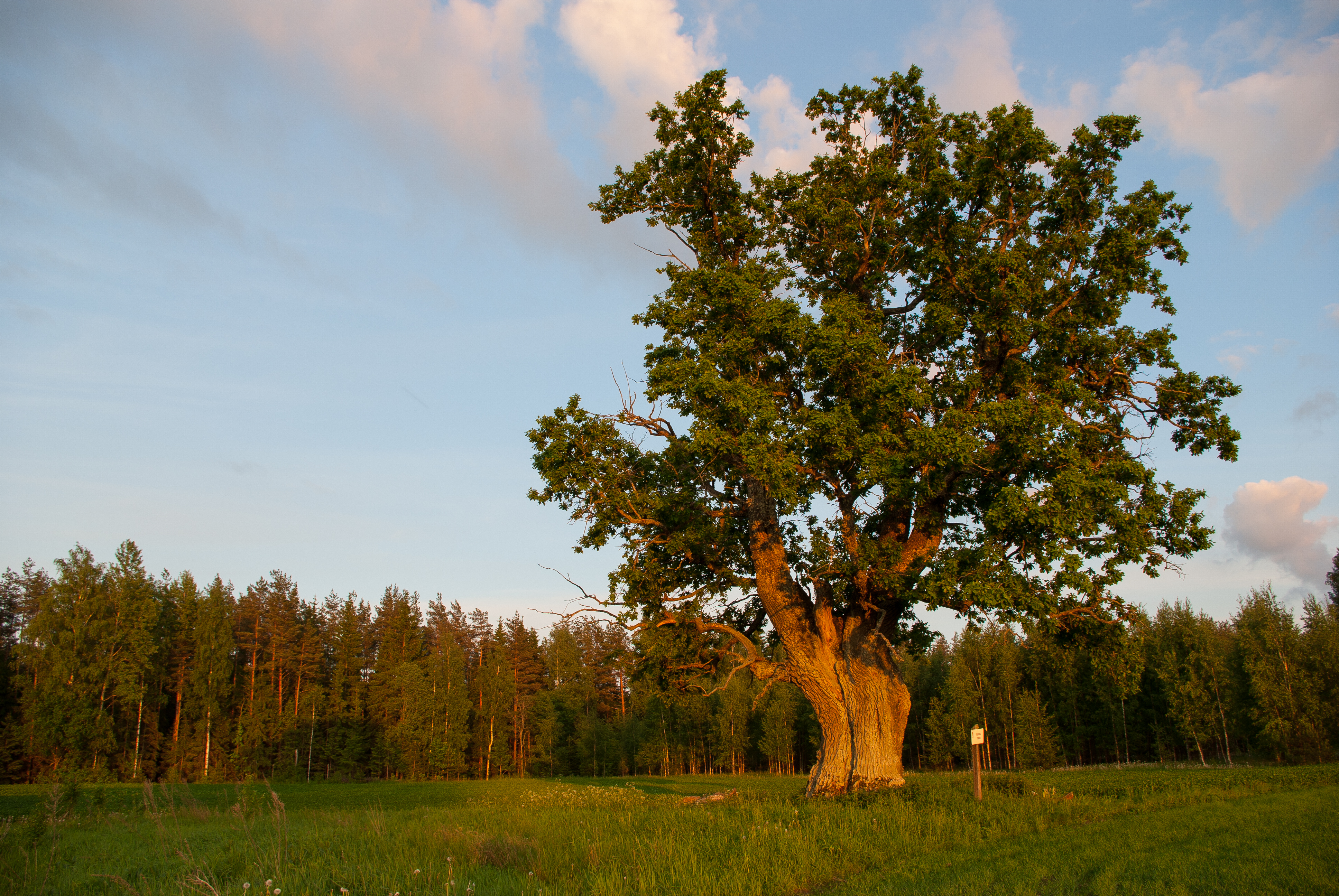
Väiku-Ruuga
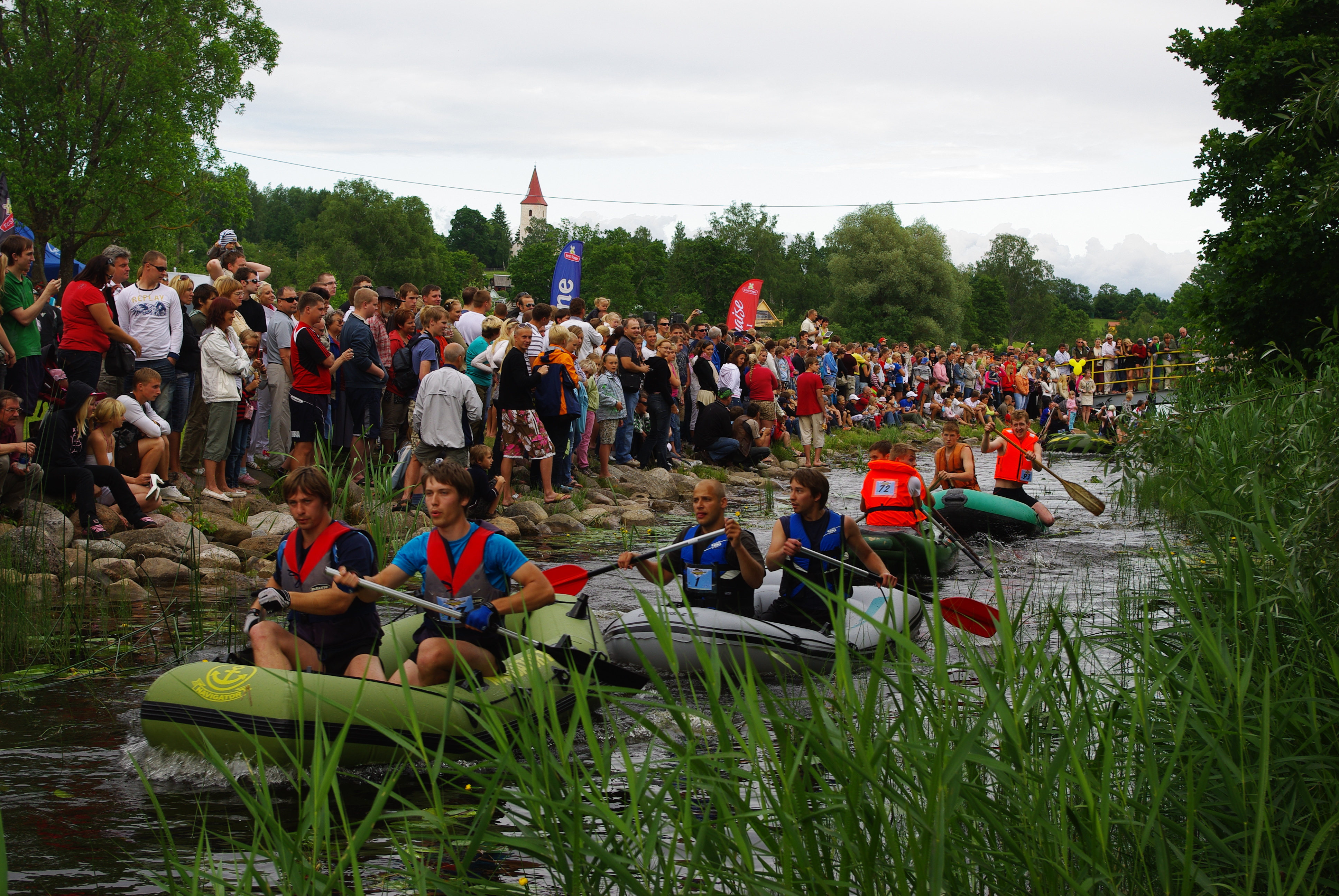
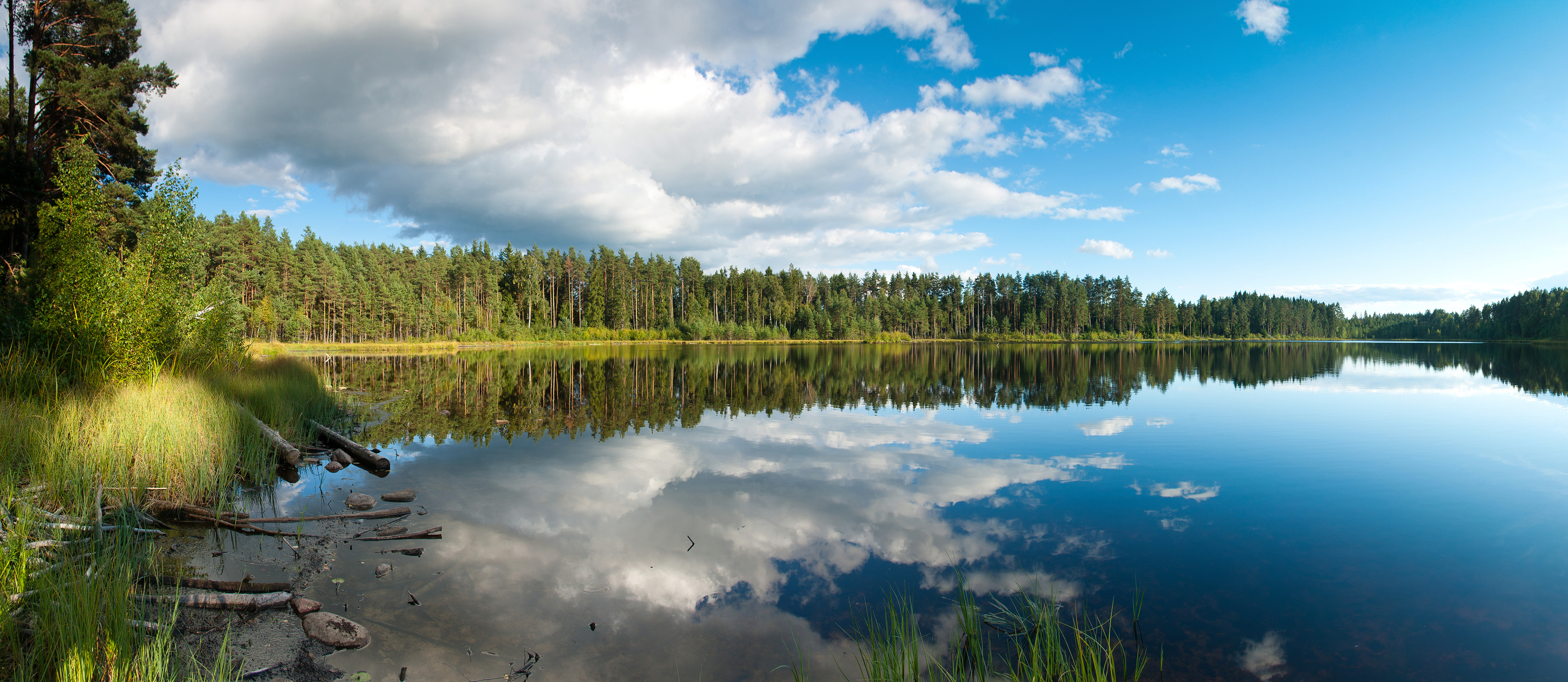
Ahitsa